# Forever Breathes the Lonely Word
| Recensione | Giudizio      |
| ---------- | ------------- |
| [ 1 ]      | AllMusic      |
| 9.3/10     | Pitchfork     |
| 5/5        | Record Mirror |
| 9/10       | Uncut         |

Forever Breathes the Lonely Word è il sesto album della band alternative-rock inglese Felt, pubblicato nel settembre 1986. Questo è il primo album dei Felt senza tracce strumentali. L'oggetto della foto in copertina è il tastierista Martin Duffy.
Nel disco si possono ascoltare l'organo di Duffy e due chitarre, a volte suonate da Lawrence. L'organo è messo in primo piano nel mix e crea un suono molto innovativo per la band.
In un'intervista con l'NME del 2011, Hamish MacBain ha dichiarato riguardo all' album che "Lawrence ha realizzato il suo capolavoro" e l'ha descritto come "il primo vero classico della Creation".

## Tracce
Tutte le canzoni sono state scritte da Lawrence.
1. "Rain of Crystal Spires" – 3:54
2. "Down But Not Yet Out" – 3:37
3. "September Lady" – 3:44
4. "Grey Streets" – 3:46
5. "All the People I Like Are Those That Are Dead" – 5:10
6. "Gather Up Your Wings and Fly" – 3:54
7. "A Wave Crashed on Rocks" – 2:54
8. "Hours of Darkness Have Changed My Mind" – 4:46

## Formazione
Felt
- Lawrence – voci, chitarra elettrica
- Martin Duffy – organo Hammond, pianoforte, cori
- Marco Thomas – basso elettrico, chitarra
- Gary Ainge – batteria

Personale aggiuntivo
- Tony Willé – chitarra acustica ed elettrica , cori
- Sarah & Yvonne – cori
- John A. Rivers – produzione, cori